# Гардт, Герман фон дер
Герман фон дер Гардт (15 ноября 1660[…], Мелле, Нижняя Саксония — 28 февраля 1746[…], Хельмштедт, Нижняя Саксония) — немецкий церковный историк и востоковед-гебраист.

## Биография
Родился в Вестфалии в 1660 году. После учёбы в Оснабрюке, Йене (где изучал восточные языки) и Гамбурге (в течение года брал частные уроки у Эздры Эдзардуса), стал профессором восточных языков в Хельмштедтском университете (1690). В числе его известных учеников Юлий Карл Шлегер.
Как профессор в Хельмштедте, скоро прославился своей обширной преподавательской, публикационной и исследовательской деятельностью. Его лекции касались не только восточных языков и толкования Ветхого и Нового Заветов, но также иврита и церковных древностей (ныне это библейская археология).
Поддерживал интенсивную и обширную переписку, в том числе с Лейбницем и Шпенером.
В своих исследованиях и преподавании фон дер Гардт вскоре отвернулся от пиетизма и обратился к рационализму. Из-за его интерпретации Библии, которая предвосхищала элементы историко-критического метода, возникали неоднократные споры, которые привели к запрету экзегетических лекций в 1713 году и завершились его принудительной отставкой в 1727 году.
Жил в Хельмштедте до самой смерти в 1746 году.

## Труды
- «Dissertatio de fructu, quem ex librorum judaeorum lectione percipiunt christiani» (1683);
- «De accentuatione hebraeorum» (1692);
- «Programma quo ad philologicam Hoseae et commentatorum rabbinicorum publicam enarrationem etc.» (1704);
- «Aenigmata judaeorum religiosissima» (1705);
- «Programma in Aben Esram publice recensendum, Jeremia recensito et Iobo exspectato» (1712);
- «Programma in Raschium publice recensendum»;
- «Hoseas historiae et antiquitati redditus»[3].

Перевёл на латинский язык мишнаитский трактат «Таанит» (1712) и составил особый комментарий к «Пиркей авот» (1728).